# Alopias pelagicus
El zorro pelágico (Alopias pelagicus) es una especie de elasmobranquio lamniforme de la familia Alopiidae. Se caracteriza por tener la cola tan larga como el resto de su cuerpo. Sus flancos son oscuros; el área blanca de la región abdominal no se extiende por encima de las bases de las aletas pectorales, las cuales son casi rectas; hocico largo no aplanado ni laminar; boca pequeña y curveada; ojos grandes; sus branquias no tienen branquiespinas; su primera aleta dorsal es alta, grande y vertical y sus aletas segunda dorsal y anal son diminutas.